# پاکو چاپاررو
پاکو چاپاررو (انگلیسی: Paco Chaparro؛ زادهٔ ۳۰ نوامبر ۱۹۴۲) بازیکن فوتبال، و سرمربی (فوتبال) اهل اسپانیا است.
از باشگاه‌هایی که در آن بازی کرده‌است می‌توان به باشگاه فوتبال رکریتیوو اوئلوا و باشگاه فوتبال رئال بتیس اشاره کرد.